# نیکولا لازتیچ
نیکولا لازتیچ (صربی: Nikola Lazetić؛ زادهٔ ۹ فوریهٔ ۱۹۷۸) بازیکن فوتبال اهل صربستان بود.
از باشگاه‌هایی که در آن بازی کرده‌است می‌توان به باشگاه ورزشی لاتزیو، باشگاه فوتبال ستاره سرخ بلگراد، باشگاه فوتبال کومو، باشگاه فوتبال جنوآ، باشگاه فوتبال لیورنو، باشگاه فوتبال تورینو، باشگاه فوتبال کیه‌وو ورونا، باشگاه فوتبال روبور سیه‌نا، باشگاه فوتبال فنرباغچه، و باشگاه فوتبال وویوودینا اشاره کرد.
وی همچنین در تیم‌های ملی فوتبال زیر ۲۱ سال صربستان، یوفا، و صربستان و مونته‌نگرو بازی کرده‌است.